# Eristalinus nigritarsis
Eristalinus nigritarsis är en tvåvingeart som först beskrevs av Macquart 1834.  Eristalinus nigritarsis ingår i släktet slamflugor, och familjen blomflugor.
Artens utbredningsområde är Frankrike. Inga underarter finns listade i Catalogue of Life.